# Vitstrupig cinklod
Vitstrupig cinklod (Upucerthia albigula) är en fågel i familjen ugnfåglar inom ordningen tättingar.

## Utbredning och systematik
Fågeln förekommer utmed Andernas västsluttning i sydvästra Peru och nordligaste Chile (Provincia de Arica). Den behandlas som monotypisk, det vill säga att den inte delas in i några underarter.

## Status
Trots det begränsade utbredningsområdet och att den tros minska i antal anses beståndet vara livskraftigt av internationella naturvårdsunionen IUCN. 

## Namn
Tidigare kallades arten vitstrupig markkrypare på svenska, men har tilldelats ett nytt officiellt svenskt namn av Birdlife Sveriges taxonomikommitté eftersom markkrypare som grupp inte står varandra närmast. Istället är den nära släkt med cinkloder och namnet har justerats därefter.